# 1E busz (Zalaegerszeg)
A zalaegerszegi 1E jelzésű autóbusz a Vasútállomás és Hatház, forduló megállóhelyek között közlekedik, egy irányban. A vonalat a Volánbusz üzemelteti.

## Útvonala
| Andráshida, Hatház forduló felé |
| --- |
| Vasútállomás vá. – Zrínyi Miklós utca – Kosztolányi Dezső utca – Kovács Károly tér – Kazinczy tér – Rákóczi Ferenc utca – Ola utca – Hock János utca – Körmendi út – Novák Mihály utca – Gazdaság utca – Körmendi út – Gébárti út – Szentmártoni utca – Berek utca – Kutasi utca – Körmendi út – Hatházi utca – Andráshida, Hatház forduló vá. |

## Megállóhelyei
| 0  | Vasútállomás végállomás               |                                                                                 |
| 1  | Hunyadi utca                          | 1, 1U, 1Y, 3, 3Y, 8, 5U, 9U, 10, 10C, 10Y, 26, 30, 30A, 30C, 41                 |
| 2  | Önkiszolgáló étterem                  | 1, 1U, 1Y, 3, 3Y, 4, 8, 5U, 9U, 10, 10C, 10Y, 26, 30, 41, C2                    |
| 4  | Kovács Károly tér                     | 1, 1U, 1Y, 3, 3C, 3Y, 5, 5C, 5U, 5Y, 8, 9, 9U, 10, 10C, 10Y, 26, 30, 41, C2, C5 |
| 6  | Kazinczy tér                          | 1, 1A, 1U, 1Y, 10, 10C, 10E, 10Y, 24, 26, 30, 30C, C2                           |
| 8  | Zrínyi Gimnázium                      | 1, 1A, 1U, 1Y, 10, 10C, 10Y, 11, 11A, 11Y, 24, 26                               |
| 9  | Olai templom (Interspar)              | 1, 1A, 1U, 1Y, 10, 10C, 10E, 10Y, 11, 11A, 11Y, 24, 26                          |
| 11 | Ola, temető                           | 1, 1A, 1U, 1Y, 10, 10Y, 11, 11A, 11Y, 24, 48, 69, C1, C4                        |
| 12 | Malom utca (Zala Bútor)               | 1, 1A, 1U, 1Y, 24, 69, C1                                                       |
| 13 | Kiskondás étterem                     | 1, 1A, 1U, 1Y, 24, 69, C1                                                       |
| 14 | Hock János utca (Bíbor utca)          | 1, 1A, 1U, 1Y, 24, 69, C1                                                       |
| 16 | Teskándi elágazó                      | 1, 1A, 1U, 1Y, 24, 69, C1                                                       |
| 18 | Andráshida, bolt                      | 1, 1U, 24, 69, C1                                                               |
| 19 | Andráshida, Novák Mihály utca         | 1, 1U, 1Y, 24, C1                                                               |
| 20 | Andráshida, sportpálya                | 1, 1U, 1Y, 69, C1                                                               |
| 24 | Andráshida, Gébárti út (tó)           | 1, 1U, 1Y                                                                       |
| 25 | Andráshida, Szentmártoni út           | 1, 1U, 1Y                                                                       |
| 26 | Andráshida, Berek utca                | 1, 1U, 1Y                                                                       |
| 27 | Andráshida, Kutasi utca 25.           | 1, 1U, 1Y                                                                       |
| 28 | Andráshida, Novák Mihály utca         | 1, 1U, 1Y, 24, C1                                                               |
| 31 | Andráshida, repülőtér                 | 1U, 1Y                                                                          |
| 32 | Andráshida, Hatház forduló végállomás | 1U, 1Y                                                                          |